# Pinuccia Nava
Pinuccia Nava, pseudonimo di Giuseppina Ciocca (Roma, 4 gennaio 1920 – Milano, 22 giugno 2006), è stata un'attrice e soubrette italiana, attiva al cinema e nel teatro di rivista tra gli anni quaranta e cinquanta, particolarmente nota per aver interpretato il popolare clown Scaramacai.

## Biografia

### Primi anni
Romana di nascita ma milanese d'adozione, Pinuccia Nava è stata una figlia d'arte: il padre, Giuseppe Ciocca, era un comico del café chantant che recitava con il nomignolo di Brugnoletto attribuitogli dal poeta Trilussa. La madre, Giorgina Nava, proveniva da una famiglia che si esibiva nei circhi.
Pinuccia Nava ha iniziato la carriera ancora giovanissima facendo da spalla al padre. Ha lavorato per la radio e per il cinema, calcando il palcoscenico al fianco di artisti come Totò, Erminio Macario, Wanda Osiris e Nino Manfredi.

### Le Sorelle Nava

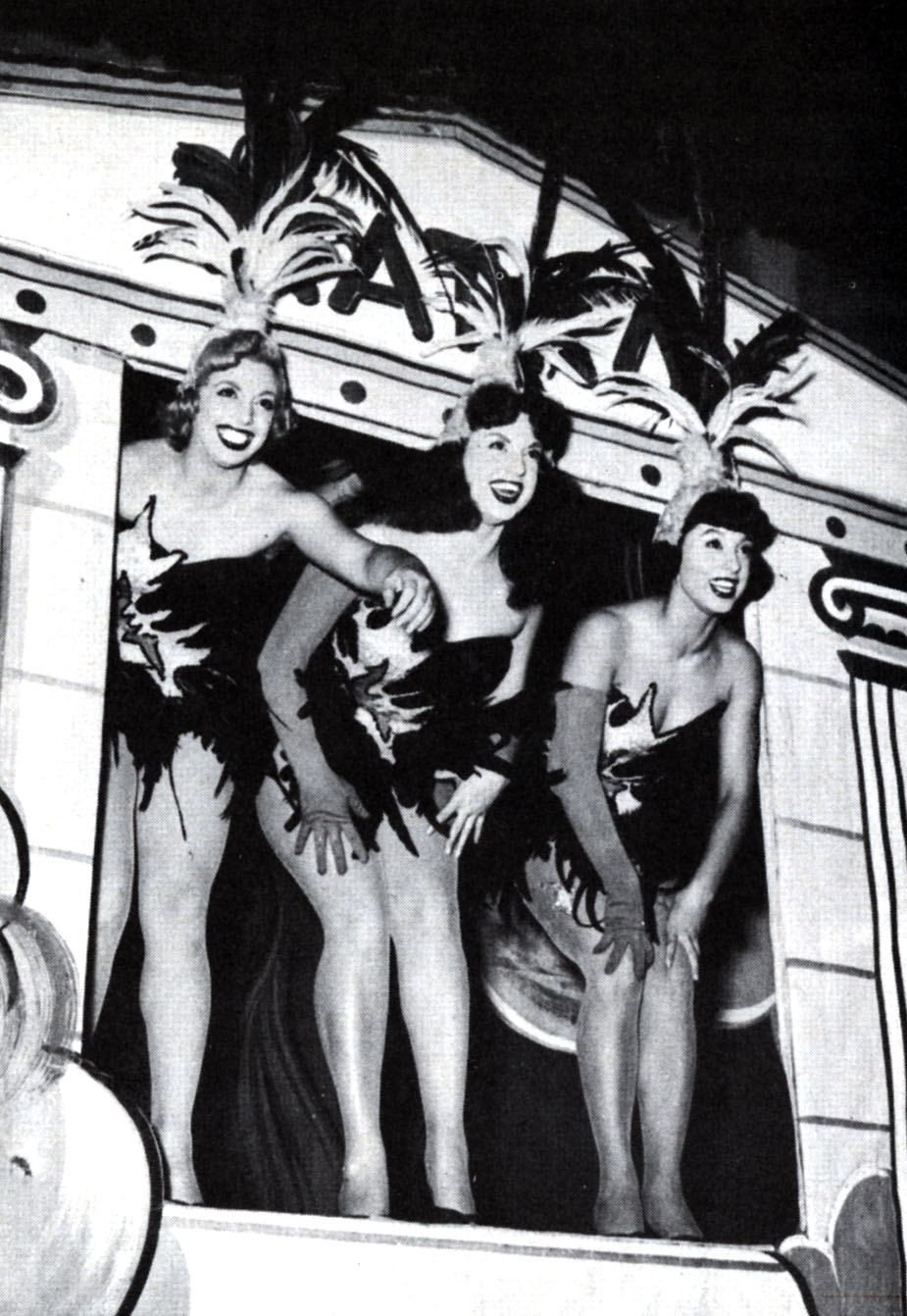
Le Sorelle Nava nel varietà Sette giorni, a Milano, 1950

Assieme alle sorelle Diana e Lisetta costituì il trio comico e vocale Sorelle Nava attivo nell'avanspettacolo: Diana, rossa di capelli, era la soubrette del trio, Lisetta (moglie del direttore d'orchestra Aldo Buonocore) impersonava la ballerina eccentrica mentre Pinuccia ricopriva il ruolo di comica del gruppo dando l'avvio al grido di Attacca, Boia! all'attacco dell'orchestra.
Nel 1943, in piena seconda guerra mondiale, il gruppo delle sorelle Nava entra in compagnia con Nino Taranto per la versione teatrale de Il romanzo di un giovane povero girato l'anno prima da Guido Brignone. Due anni dopo sono al fianco di Carlo Campanini e Alberto Rabagliati in Pirulì Pirulì, spettacolo firmato dal duo Garinei e Giovannini. Del 1947 è Le educande di San Babila, dove si esibiscono con Macario. Gli spettacoli delle sorelle Nava proseguono con una serie di tournée teatrali che le portano ad esibirsi all'estero, dove registrano un particolare successo specialmente in Spagna.
Nel 1952, a guerra finita, portano in palcoscenico una satira del fascismo e del suo duce Benito Mussolini con uno spettacolo che mutuava il titolo da un verso dell'opera lirica Tosca: Dinanzi a lui... Tre Nava tutta Roma.

### Scaramacai e la televisione
Nella stagione teatrale 1953-1954, ormai pienamente nel ruolo di capocomico di una propria compagnia, le sorelle Nava portano in scena Tre per tre Nava assimilando nel gruppo la quarta sorella, Tonini (Antonietta). Nella stagione successiva 1955-1956, quella che si concluderà con lo scioglimento della compagnia, va in scena Casanova in casa Nava.

Pinuccia Nava nei panni di Scaramacai

È in questo contesto che Pinuccia Nava recita nelle vesti di Scaramacai, buffo pagliaccio dai versi gutturali (ispirazione per Sandra Mondaini col suo Sbirulino) creato dalla fantasia di Umberto Simonetta e Guglielmo Zucconi e a cui l'attrice legherà maggiormente il suo nome.
Con lo scioglimento della compagnia teatrale, per Pinuccia Nava, memore della magia del circo, si apre una nuova carriera con la ripresa, per la neonata televisione italiana, del personaggio di Scaramacai. Questa macchietta verrà ripresa anche nel cinema e, fino al 1966, nella pubblicità per una serie di Carosello per le caramelle Golia. Il personaggio fu infatti protagonista di alcune serie di Carosello per l'agenzia Clan e prodotte dalla General Film, andate in onda tra il 1957 e il 1966, che vedevano Scaramacai al circo in compagnia di altri attori o in altre ambientazioni, e di un'ultima serie prodotta dai fratelli Nino e Toni Pagot, trasmessa nel 1967, in cui Scaramacai era impegnato a insegnare il galateo ai bambini. La cassa di risonanza della breve striscia preserale consentirà alla Nava di tenere vivo il tormentone che aveva reso celebre il personaggio, nato inizialmente per l'infanzia.
Pinuccia Nava fu inoltre protagonista al naturale, senza vestire i panni di Scaramacai, di un altro Carosello nel 1957 per la linea di colori Tintal della Max Meyer, nella serie Il padrone sono io prodotta dalla Adriatica Film, diretta da Vieri Bigazzi e Mario Fattori e in parte sceneggiata dalla stessa Nava. Nel Carosello la Nava interpretava una moglie intenta a dipingere casa, raccontando di volta in volta storie con protagonisti il marito o il figlio, che venivano rappresesentate attraverso dei flashback.

### Ultimi anni
Mentre Diana si ritirò quasi subito dalle scene, e Lisetta continuò saltuariamente a recitare nel teatro di rivista (ad esempio con Carlo Dapporto in Carlo non farlo, del 1956), Pinuccia Nava preferì dedicarsi alla televisione con spettacoli per la TV dei ragazzi, alternandosi in spettacoli per il teatro di prosa ma senza rinunciare a qualche sortita estiva, come avvenne nel 1957 quando mise in scena un nuovo spettacolo di rivista, È arrivata una Nava carica di....
Ha quindi poi lavorato per la Rai fino al 1971, prima di ritirarsi definitivamente dalle scene. Morì il 22 giugno 2006, a 86 anni.

## Filmografia

### Cinema
- Mio figlio professore, regia di Renato Castellani (1946)
- I pinguini ci guardano, regia di Guido Leoni (1955)
- Assi alla ribalta, regia di Ferdinando Baldi (1959)
- Il mantenuto, regia di Ugo Tognazzi (1961)

### Televisione
- Le avventure di un pagliaccio - miniserie TV (1961)
- Scaramacai e la Befana, regia di Gianni Serra - film TV (1962)
- Scaramacai e l'isola beata, regia di Alda Grimaldi - miniserie TV (1963)
- Storie di un pagliaccio, Scaramacai e la bambola, regia di Maria Maddalena Yon (18/02/1963)[8]

#### Carosello
Pinuccia Nava ha partecipato anche alla rubrica pubblicitaria televisiva Carosello, pubblicizzando:
- nel 1957 i colori Tintal della Max Meyer;
- dal 1957 al 1966 le caramelle Golia della Caremoli (nel 1957 con Tonino Micheluzzi, nel 1958 con Aldo Giuffré, nel 1966 con Talita Pool e nel 1967 con Elio Crovetto).

## Discografia parziale

### Singoli
- 1960 - Scaramacai N. 1
- 1960 - Scaramacai N. 2
- 1961 - Scaramacai N. 3
- 1963 - Le canzoni di scaramacai
- 1963 - Le canzoni di scaramacai